# SOUND IN MY LIFE
「SOUND IN MY LIFE」（サウンド・イン・マイ・ライフ）は、TOKYO FMをキーステーションにJFN系列で生放送された音楽情報バラエティー番組。毎週土曜日午後に放送していた。トヨタ自動車→日本マクドナルドによる一社提供番組。

## 概要
「音楽の時空間をタイムトリップ!」をキーワードに、毎回多彩なゲストを迎えて、そのゲストにまつわる思い出の時代にヒットした曲や流行などを追う。

## 番組の歴史

### TOYOTA SOUND IN MY LIFE（15時台60分枠時代、2001年10月～2009年3月）
- 2001年10月6日放送開始。正式タイトルは『TOYOTA SOUND IN MY LIFE』で、前番組『TOYOTA SUPER WORLD COUNTDOWN』から引き続きトヨタ自動車が一社提供を務めた。
- 開始当初の放送時間は15:00 - 15:55で、パーソナリティは前番組『SUPER WORLD COUNTDOWN』から引き続き（→SINJI）と有坂来瞳が出演。以後、女性パーソナリティは西尾祐里→藤本えみり→川瀬良子の順にバトンタッチされている。
- 開始当初はJFN36局ネットでの放送だったが、2003年4月にはこれまで独立局だったKiss-FM KOBEがJFN加盟しネット開始、JFN37局ネット。また2009年2月7日にはこれまで唯一ネットしていなかったレディオキューブ FM三重でネット開始しJFN38局フルネットとなった。
- なお、スポンサー読み上げはどのパーソナリティも英語で読み上げていた。

### TOYOTA SOUND IN MY LIFE（15時台30分枠時代、2009年4月～2010年3月）
- トヨタ自動車の業績悪化に伴う広告費削減などの理由により、2009年4月4日より放送時間が15:00 - 15:25と30分短縮となった。時間短縮に伴う形として、2001年の放送開始から長く務めたSINJIが降板し男女ペアが解消され、単独パーソナリティ制となる。
- 最初の3ヶ月間は鈴木万由香がパーソナリティを担当していた。鈴木にとっては『コスモ ポップス ベスト10』以来9年ぶりのカウントダウンステーション枠番組のレギュラーだった（後続の『MUSIC APARTMENT』も続けて担当していた）。
- 2009年7月4日の放送より、小林克也がパーソナリティに就任する。
- なお、時間短縮に伴って、後続の15:25 - 15:55は『MUSIC APARTMENT』が放送開始された。同番組でも当初は本番組と連続して鈴木が出演していたが、こちらも同様に7月4日放送分以降は小林が出演していた[1]。
- 小林のパーソナリティ就任後ならびにトヨタ・15時台末期には、番組冒頭に『Katsuya Kobayashi RADIO SHOW』のタイトルコールが流れていたが、マクドナルド・14時台移行によりタイトルコールが廃止となった。

### McDonald's SOUND IN MY LIFE（2010年4月～2014年3月）
- 2010年4月3日より放送時間が14:00 - 14:55に変更。『コスモ ポップス ベスト10』との枠交換で、1年ぶりに1時間番組へ復帰。さらに、放送開始から一貫して一社提供してきたトヨタ[2]からマクドナルドにスポンサー交代、番組タイトルも『McDonald's SOUND IN MY LIFE』に変更。この大幅な改編に伴って、番組内容もリニューアルされた。
- 14時台への移動に伴い、FMぐんまのネットが終了[3]、JFN37局ネットとなる。
- 提供交代および枠変更に伴い、スポンサー読み上げがトヨタ時代の英語から日本語に変更となった。
- 番組開始以来長らく番組公式ホームページが開設されていなかったが、2010年4月の時間枠ならびに提供変更でようやく開設された。ホームページ掲載のタイトルロゴにはマクドナルドの店舗をイメージした赤と黄色が使用され、赤色の屋根部分にはMcDonald's SOUND、黄色の部分にはIN MY LIFE、小林をイメージしたイラストが描かれたものとなった。
- マクドナルド提供になってからは、番組途中にマクドナルドのサイドストーリー仕立てのCM2種類が流れるようになった。ただし、2011年4月以降は放送されていない。
- 2014年3月29日を以て番組終了、トヨタ時代から換算して12年半の歴史に幕。後番組として翌週4月5日より、引き続きマクドナルド一社提供で『McDonald's HAPPINESS×happiness』がスタートした。

## 放送時間の変遷
- 2001年10月6日 - 2009年3月28日：土曜日15:00 - 15:55
- 2009年4月4日 - 2009年9月26日：土曜日15:00 - 15:25
- 2009年10月3日 - 2010年3月27日：土曜日15:00 - 15:30
- 2010年4月3日 - 2014年3月29日：土曜日14:00 - 14:55

## 歴代パーソナリティ
- /SINJI (2001.10.6 - 2009.3.28)
- 有坂来瞳 (2001.10.6 - 2002.3.30)
- 西尾祐里 (2002.4.6 - 2003.3.29)
- 藤本えみり (2003.4.5 - 2006.9.30)
- 川瀬良子 (2006.10.7 - 2009.3.28)
- 鈴木万由香 (2009.4.4 - 6.27)
- 小林克也 (2009.7.4 - 2014.3.29)

※このほかにもピンチヒッターで松本ともこが担当する場合などもあった。
※2011年2月19日の放送分は坂上みきが担当。小林の春休みと小林担当の他局番組の関係で海外におり、帰国が難しいことから。
※2013年3月30日の放送分は増子直純（怒髪天）が小林の代役を担当。
※2014年3月22日の放送分はクリス松村が小林の代役を担当。

## 収録場所
基本的には渋谷・パルコのスペイン坂スタジオから放送されるが、2005年10月頃は改装工事のため、半蔵門の本社スタジオから放送されていた。また、トヨタ提供時代の時は、全国各地から出張生放送を行うときもあった。
- お台場 - MEGA WEB（この時はアルテッツァ・ジータスペシャルとして放送された）
- 愛・地球博会場（2005年・FM AICHIのイベントにて公開収録だが放送当時のスポンサーであるトヨタ自動車のお膝元でもある）
- 宇都宮パルコ（RADIO BERRYのイベントにて公開収録）
- 幕張メッセ (東京モーターショー期間中)
- 岐阜市道三祭り会場（Radio80 (岐阜FM)開局記念） - 2006年4月1日放送分

など。

## 主なコーナー
ここではマクドナルド・小林時代に行われた主なコーナーを挙げている。
- FLASH BACK TALK - ゲストが毎回「FLASH BACK YEAR」（思い出の年）を選択し、パーソナリティとゲストがトークを展開。ゲストのその年の思い出の曲をオンエアする。途中リスナー向けにクイズ（ゲストに関するものが多い）や洋楽の歌詞を翻訳したものを小林がゲストに読み聞かせるというものもある。
- ゲストクイズ - ゲストがプライベートに関するクイズを3択で出題。正解者から抽選でマックカードを進呈。
- サプライズクイズ - 番組中盤のCM直前に突然出題される音楽クイズ（ゲストやFLASH BACK YEARとは関係ない）。CM明けには正解が発表される。正解者から抽選でマックカードを進呈。
- 記念日リクエスト - リスナーが"勝手に"決めた記念日とそれにまつわる"勝手な"リクエストを募集する。採用者にはマックカードが最大5,000円分プレゼントされる。

## ネット局
（いずれも放送当時）
| 放送地域 | 放送局                  | 備考                                    |
| -------- | ----------------------- | --------------------------------------- |
| 東京都   | TOKYO FM                | ※制作局                                 |
| 北海道   | AIR-G'                  |                                         |
| 青森県   | AFB                     |                                         |
| 岩手県   | FM IWATE                |                                         |
| 宮城県   | Date fm                 |                                         |
| 秋田県   | AFM                     |                                         |
| 山形県   | Rhythm station          |                                         |
| 福島県   | ふくしまFM              |                                         |
| 栃木県   | RADIO BERRY             |                                         |
| 群馬県   | FMぐんま                | 2010年3月27日終了（放送時間移動に伴う） |
| 新潟県   | FM-NIIGATA              |                                         |
| 富山県   | FMとやま                |                                         |
| 石川県   | HELLO FIVE              |                                         |
| 福井県   | FM福井                  |                                         |
| 長野県   | FM長野                  |                                         |
| 岐阜県   | Radio 80                |                                         |
| 静岡県   | K-mix                   |                                         |
| 愛知県   | FM AICHI                |                                         |
| 三重県   | レディオキューブ FM三重 | 2009年2月7日ネット開始。                |
| 滋賀県   | e-radio                 |                                         |

| 放送地域       | 放送局         | 備考                     |
| -------------- | -------------- | ------------------------ |
| 大阪府         | FM OSAKA       |                          |
| 兵庫県         | Kiss FM KOBE   | 2003年4月5日ネット開始。 |
| 鳥取県・島根県 | V-air          |                          |
| 岡山県         | FM岡山         |                          |
| 広島県         | HFM            |                          |
| 山口県         | FMY            |                          |
| 香川県         | FM香川         |                          |
| 徳島県         | FM徳島         |                          |
| 愛媛県         | JOEU-FM        |                          |
| 高知県         | Hi-Six         |                          |
| 福岡県         | FM FUKUOKA     |                          |
| 佐賀県         | FMS            |                          |
| 長崎県         | FM Nagasaki    |                          |
| 熊本県         | FMK            |                          |
| 大分県         | Air-Radio FM88 |                          |
| 宮崎県         | JOY FM         |                          |
| 鹿児島県       | μFM            |                          |
| 沖縄県         | FM沖縄         |                          |

## エピソード
- トヨタ（55分枠）SINJI・有坂時代のある回で、有坂来瞳がゲストのGLAYに対して『ラルクさん』と誤って呼んでしまい『ラルクじゃないよ!』と抗議された。
- トヨタ（25分枠）鈴木時代の2009年4月18日の放送で、この日のゲストはエレファントカシマシのボーカル・宮本浩次だったが、パーソナリティの鈴木万由香が、アルバム『昇れる太陽』の紹介の際に「全曲がメインディッシュで食べにくい」とコメントしたところ（ただ、その後「こんなに美味しいもんないや」と続けている）、この発言に対し宮本が気分を害し暴言を発したため問題となる。後日、双方ともウェブで謝罪している[6]。2009年4月より番組パーソナリティに就任したばかりの鈴木は、この失言による影響でわずか3ヶ月で番組を降板（ただし、鈴木自身は最後の担当回でこの一件とは関係なく当初から3ヶ月のみのリリーフ登板であったと説明している）する事となった。